# 터우청진

터우청진의 위치

터우청진(한국어: 두성진, 중국어: 頭城鎮, 병음: Tóuchéng Zhèn)은 대만 이란현의 진이다. 넓이는 100.893km2이고, 인구는 2015년 8월 기준으로 29,833명이다.

## 지리
터우청진은 이란현 최북단에 위치한 이란 현 안에서 최초로 개발이 진행된 지역이다. 센카쿠·댜오위다오는 대만에서의 행정 구역상으로는 터우청진으로 구분되어 있다.

## 교통
- 타이완 철로관리국 이란 선
- 국도 5호선